# 안동선
안동선(安東善, 1935년 10월 5일 ~ )은 대한민국의 정치인이다. 제12·14·15·16대 국회의원을 지냈다. 종교는 천주교이며, 세례명은 마태오이다. 경기도 부천군에서 출생하였다.

## 생애
1935년 10월 5일, 부천군에서 태어났다. 중동중학교와 중동고등학교를 졸업하고 성균관대학교 경제학과에 입학했다.
제7대 국회의원 선거를 앞두고 민주당 소속으로 시흥군·부천군·옹진군 선거구에 출마했으나 2.28%의 득표율로 3위로 낙선했다.
제12대 국회의원 선거를 앞두고 신한민주당 소속으로 부천시·김포군·강화군 선거구에 출마해 당선되면서 국회에 입성했다. 이후 통일민주당에 합류했지만 평화민주당이 창당할 때 탈당하고 평화민주당에 입당했다. 제13대 국회의원 선거를 앞두고 평화민주당 소속으로 부천시 중구 선거구에 출마했으나 32.67%의 득표율로 2위로 낙선했다.
제14대 국회의원 선거를 앞두고 민주당 소속으로 부천시 중구 갑 선거구에 출마했으며 50.82%의 득표율을 기록하면서 당선, 재선 국회의원이 되었다. 이후 제15,16대 국회의원으로 연속해 당선되면서 4선 국회의원이 되었다.
2001년 1월, 새천년민주당의 최고위원으로 지명되었다. 2001년 8월 16일, 충청북도 청주시에서 열린 국정홍보대회에서 "친일파는 삼대가 떵떵대는 데 반해 독립운동가는 삼대가 고생한다는 말이 있는데, 이회창씨는 일제강점기에 검찰서기를 지낸 아버지가 부끄러워서 어제 광복절 행사에 못 나온 모양이다"라고 광복절 행사에 불참한 한나라당 총재 이회창을 비난했다. 이에 분노한 이회창은 9월에 예정된 여야영수회담 불참을 선언하고, 그는 영수회담 불발의 책임을 지고 최고위원직을 사퇴한다. 하지만 그는 2002년 16대 대통령 선거를 앞두고 이회창 지지 및 노무현의 대통령후보 사퇴를 요구하면서 자유민주연합에 입당하고, 2008년 2월 자유선진당 창당 당시 발기인으로 참가하였으며 제18대 총선에서는 자유선진당 후보로 부천시 원미구 갑 선거구에 출마하였다. 하지만 7.52%의 득표율을 기록하면서 3위로 낙선했다.
2010년 5월 24일 이윤수 전 의원 등 '국가의 미래를 걱정하는 구 민주당 소속 전 국회의원' 17명을 비롯한 원로 정치인 23명과 함께 한나라당 경기도당에서 기자회견을 열고, 경기도지사 후보 김문수를 지지하였다.
2022년 2월 24일 윤석열 국민의힘 대선후보를 지지선언을한 대한민국 헌정회원 316명의 명단에 포함되었다.

## 학력
- 중동중학교 졸업
- 중동고등학교 졸업
- 성균관대학교 법정대학 경제학과 학사

### 명예 박사 학위
- 카자흐스탄 알마티 대학교 명예 정치학 박사

## 이외 이력
- 통합민주당 특임위원
- 민주당 특임고문
- 새천년민주당 최고위원
- 새천년민주당 상임고문
- 자유민주연합 상임고문
- 자유선진당 전임고문
- 통합민주당
- 민주당
- 새누리당
- 자유한국당
- 미래통합당
- 국민의힘

## 역대 선거 결과
|  | 2.28% |

|  | 43.74% |

|  | 17.17% |

|  | 14.86% |

|  | 32.49% |

|  | 32.67% |

|  | 50.82% |

|  | 37.41% |

|  | 52.31% |

|  | 11.14% |

|  | 3.03% |

|  | 7.52% |

## 소속 정당
| 소속 정당 | 소속 정당      | 소속 기간 | 비고           |
| --------- | -------------- | --------- | -------------- |
|           | 민주당         | 1956~1960 | 정계 입문      |
|           | 무소속         | 1960      | 탈당           |
|           | 신민당         | 1960~1961 | 창당           |
|           | 무소속         | 1961~1963 | 정당 해산      |
|           | 민정당         | 1963~1965 | 창당           |
|           | 민중당         | 1965~1967 | 합당           |
|           | 신민당         | 1967      | 합당           |
|           | 무소속         | 1967      | 탈당           |
|           | 민주당         | 1967~1970 | 창당           |
|           | 무소속         | 1970      | 정당 해산      |
|           | 신민당         | 1970~1973 | 복당           |
|           | 무소속         | 1973      | 탈당           |
|           | 민주통일당     | 1973~1978 | 창당           |
|           | 무소속         | 1978~1985 | 탈당           |
|           | 신한민주당     | 1985~1987 | 창당           |
|           | 무소속         | 1987      | 탈당           |
|           | 통일민주당     | 1987      | 창당           |
|           | 무소속         | 1987      | 탈당           |
|           | 평화민주당     | 1987~1991 | 창당           |
|           | 신민주연합당   | 1991      | 당명 변경      |
|           | 민주당         | 1991~1995 | 합당           |
|           | 무소속         | 1995      | 탈당           |
|           | 새정치국민회의 | 1995~2000 | 창당           |
|           | 새천년민주당   | 2000~2002 | 합당           |
|           | 무소속         | 2002      | 탈당           |
|           | 국민통합21     | 2002      | 입당           |
|           | 무소속         | 2002      | 탈당           |
|           | 자유민주연합   | 2002~2004 | 입당           |
|           | 무소속         | 2004      | 탈당           |
|           | 새천년민주당   | 2004~2005 | 복당           |
|           | 민주당         | 2005      | 당명 변경      |
|           | 무소속         | 2005~2006 | 탈당           |
|           | 국민중심당     | 2006~2007 | 창당           |
|           | 무소속         | 2007      | 탈당           |
|           | 민주당         | 2007      | 복당           |
|           | 무소속         | 2007~2008 | 탈당           |
|           | 자유선진당     | 2008      | 창당           |
|           | 무소속         | 2008      | 탈당           |
|           | 통합민주당     | 2008      | 복당           |
|           | 민주당         | 2008~2010 | 당명 변경      |
|           | 무소속         | 2010~2012 | 탈당           |
|           | 새누리당       | 2012~2017 | 입당 정계 은퇴 |
|           | 자유한국당     | 2017~2020 | 당명 변경      |
|           | 미래통합당     | 2020      | 합당           |
|           | 국민의힘       | 2020~현재 | 당명 변경      |

## 가족 관계
- 배우자: 이혜숙 (1935년 ~ 2025년 8월 17일)
  - 슬하: 안은정, 안은진

## 같이 보기
- 부천시·김포군·강화군
- 부천시의 국회의원
- 김포군의 국회의원
- 강화군의 국회의원
- 부천시 중구 갑
- 부천시 중구의 국회의원
- 부천시 원미구 갑
- 부천시 원미구의 국회의원